# Dorsa Mawson
Die Dorsa Mawson sind eine ungefähr 140 km lange Gruppe von Dorsa auf dem Erdmond. Sie wurden 1979 nach dem australischen Antarktisforscher Douglas Mawson benannt. Die mittleren Koordinaten sind 8° S / 52° O.